# Pronephrium trachyphyllum
Pronephrium trachyphyllum är en kärrbräkenväxtart som beskrevs av Holtt. Pronephrium trachyphyllum ingår i släktet Pronephrium och familjen Thelypteridaceae. Inga underarter finns listade.